# Moto Guzzi GT 17
La Moto Guzzi GT 17 era una motocicletta militare italiana prodotta dal 1932 al 1939. Sulla base di questo modello fu realizzato il Mototriciclo Guzzi 32.

## Storia
La GT 17 fu la prima motocicletta militare espressamente costruita dalla casa di Mandello, che in precedenza aveva fornito al Regio Esercito solo un piccolo lotto di GT 16 con qualche piccolo adattamento, che a sua volta aveva motore e telaio derivati dalla Sport 15. Molto robusta, con motore da 500 cc a valvole contrapposte, cambio a tre marce e di telaio elastico (da qui la sigla GT, "Gran Turismo"). Venne consegnata in versione mono e biposto con molleggio regolabile. Alcuni modelli furono dotati di fucile mitragliatore o mitragliatrice pesante, oltre che di altre dotazioni (portapacchi, cassette) a seconda del reparto di destinazione. Ampiamente utilizzata dal Regio Esercito a partire dalla guerra d'Etiopia, molti esemplari furono consegnati anche alla Milizia Stradale. Nel 1939 venne rimpiazzata dalla Moto Guzzi GT 20.